# سيلفانا فلفلة
سيلفانا فلفلة هي ممثلة وممثلة صوت لبنانية.

## فيلموغرافيا

### المسلسلات
- شباب وبنات
- الضحية
- بين السما والأرض

### أدوار الدبلجة
- بن 10: أومنيفرس
- ستيفن البطل - غارنت، جاسبر

كريغ من الجدول - كيت (الصوت الثاني)
- صديقي المفضل هو قرد
- العم جدو
- وقت المغامرة - بيمو
- او كاي كي او فنكن أبطالا - كارول
- 44 كاتس - بيلو (الصوت الثاني)

الفانجيز - الدكتورة نانسي

## وصلات خارجية
- سيلفانا فلفلة على موقع IMDb (الإنجليزية)
- سيلفانا فلفلة على موقع قاعدة بيانات الأفلام العربية